# Lipólise
Lipólise é um processo pelo qual há a degradação de lipídios em ácidos graxos e glicerol. Ocorre no tecido adiposo. Alguns desportistas, fazem uso de substâncias legais (l-carnitina, sulfato de salbutamol) para aumentá-la, estas substâncias ajudam os ácidos graxos a atravessar a matriz mitocondrial. Na matriz mitocondrial ocorre a sua oxidação (combustão). Ela é um processo oposto ao da lipogênese, e é promovida sobretudo pela secreção de glucagon, o hormônio contrarregulatório da insulina. 
Quando o sangue está com a concentração de glicose abaixo do normal (hipoglicemia), o pâncreas tende a secretar o hormônio glucagon, esse hormônio faz com que o fígado tenda a liberar glicose no sangue, a qual advém da quebra do glicogênio hepático e da gliconeogênese.
A secreção de glucagon também atua no tecido adiposo, causando a metabolização de seus triglicerídeos armazenados, que vão para a corrente sanguínea e se aglomeram nas lipoproteínas de baixa densidade (VLDL e LDL), de modo que podem ser transportadas até o fígado. Quando as VLDL e LDL chegam até o fígado, os triglicerídeos que estavam sendo transportados são captados e metabolizados, de modo que a quebra deles produz ácidos graxos e glicerol, o glicerol é transformado então em glicose, a qual parte é liberada para a corrente sanguínea e parte serve para repor o glicogênio hepático.
É muito importante não confundir triglicerídeos com ácidos graxos, pois o organismo humano não é capaz de produzir glicose a partir de ácidos graxos em nenhuma hipótese. Entretanto, o triglicerídeo, sinônimo de triacilglicerol, é uma molécula formada por uma parte ou "cabeça" de glicerol unida a três ácidos graxos. A quebra do triglicerídeo em 3 moléculas de ácidos graxos e 1 de glicerol pode fornecer o substrato para a gliconeogênese, o glicerol. A gliconeogênese é o processo de "construção" de uma molécula de glicose a partir de outras moléculas como aminoácidos ou glicerol.
Outros promotores da lipólise são a adrenalina e a epinefrina.